# Eutelia
Eutelia är ett släkte av fjärilar. Eutelia ingår i familjen nattflyn.

## Bildgalleri

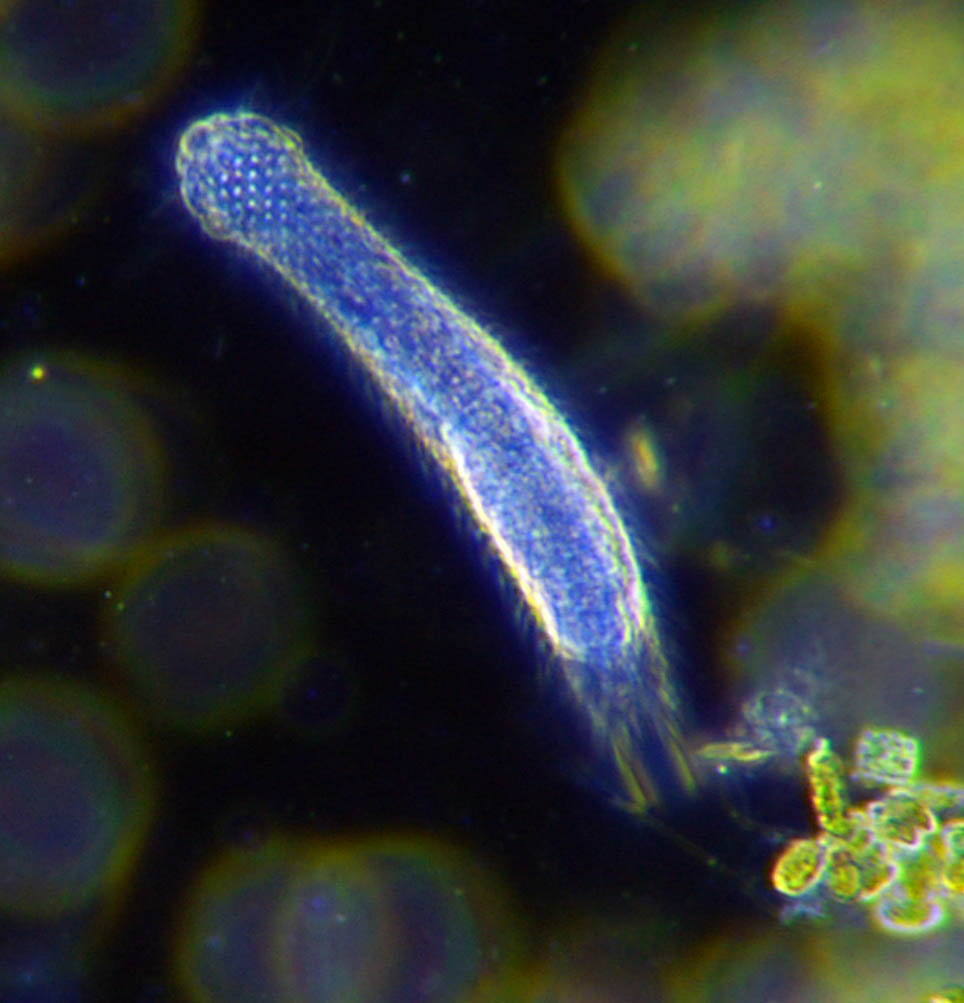

## Dottertaxa tillEutelia, i alfabetisk ordning[1]
- Eutelia ablatrix
- Eutelia abscondens
- Eutelia adoratrix
- Eutelia adoxodes
- Eutelia adulatricoides
- Eutelia adulatrix
- Eutelia affinis
- Eutelia albidisca
- Eutelia albiluna
- Eutelia albisecta
- Eutelia albocristata
- Eutelia amatrix
- Eutelia angulifera
- Eutelia apithana
- Eutelia approximata
- Eutelia arnoldi
- Eutelia auratrix
- Eutelia bathroleuca
- Eutelia biannulata
- Eutelia blandiatrix
- Eutelia blandula
- Eutelia bourquini
- Eutelia bouveti
- Eutelia bowkeri
- Eutelia bryochlora
- Eutelia caesia
- Eutelia cana
- Eutelia cantonensis
- Eutelia catephiformis
- Eutelia caustiplaga
- Eutelia cautabasis
- Eutelia chalybsa
- Eutelia chlorobasis
- Eutelia chromatica
- Eutelia chrysotermina
- Eutelia cistellatrix
- Eutelia clarirena
- Eutelia costibrunnea
- Eutelia cuneades
- Eutelia dentifera
- Eutelia diapera
- Eutelia diehli
- Eutelia dimidiata
- Eutelia diplographa
- Eutelia discistriga
- Eutelia discitriga
- Eutelia dissimilis
- Eutelia distracta
- Eutelia dulcilinea
- Eutelia dyari
- Eutelia ekeikei
- Eutelia excitans
- Eutelia exquisita
- Eutelia favillatrix
- Eutelia ferridorsata
- Eutelia flaviluna
- Eutelia fulvipicta
- Eutelia furcata
- Eutelia furcicauda
- Eutelia gabriela
- Eutelia galleyi
- Eutelia geraea
- Eutelia geyeri
- Eutelia gispa
- Eutelia glauca
- Eutelia glaucocycla
- Eutelia grabczeusci
- Eutelia grabczewskii
- Eutelia granvillei
- Eutelia griseoapicata
- Eutelia grisescens
- Eutelia griveaudi
- Eutelia guerouti
- Eutelia guyra
- Eutelia hamilatrix
- Eutelia hayesi
- Eutelia histrio
- Eutelia hollowayi
- Eutelia hupopalia
- Eutelia incontrictrix
- Eutelia indica
- Eutelia indisticta
- Eutelia inextricata
- Eutelia instructa
- Eutelia iperrifula
- Eutelia jaguaria
- Eutelia josephinae
- Eutelia leighi
- Eutelia leucodelta
- Eutelia leucographa
- Eutelia limbofusca
- Eutelia malanga
- Eutelia maryna
- Eutelia melanephra
- Eutelia melanopis
- Eutelia menalcas
- Eutelia mesogona
- Eutelia metasarca
- Eutelia mima
- Eutelia morosa
- Eutelia musicalis
- Eutelia nattereri
- Eutelia nigricans
- Eutelia nigridentula
- Eutelia nubilosa
- Eutelia obliquata
- Eutelia occidentalis
- Eutelia ocellaria
- Eutelia ochricostata
- Eutelia ocularis
- Eutelia olivaceiplaga
- Eutelia oxylophoides
- Eutelia perdicipennis
- Eutelia pertanda
- Eutelia petrificata
- Eutelia pictatrix
- Eutelia piratica
- Eutelia plusioides
- Eutelia poecilatrix
- Eutelia poliochroa
- Eutelia polychorda
- Eutelia polychordana
- Eutelia polychordella
- Eutelia polychordoides
- Eutelia polychordula
- Eutelia pompejana
- Eutelia porphyrina
- Eutelia pratti
- Eutelia promiscua
- Eutelia pseudopolychorda
- Eutelia pulcherrimus
- Eutelia purpurascens
- Eutelia purpureonigra
- Eutelia pyrastis
- Eutelia pyrospila
- Eutelia quadriliturata
- Eutelia regalis
- Eutelia resoluta
- Eutelia rivata
- Eutelia rufatrix
- Eutelia rufula
- Eutelia silvetissima
- Eutelia sinuosa
- Eutelia snelleni
- Eutelia solida
- Eutelia solitaria
- Eutelia sommereri
- Eutelia speciosa
- Eutelia strigilipennis
- Eutelia subpolychorda
- Eutelia subpurpurascens
- Eutelia subrubens
- Eutelia suffundens
- Eutelia symphonica
- Eutelia transversata
- Eutelia triangulatrix
- Eutelia tripartita
- Eutelia vadoni
- Eutelia verini
- Eutelia viridacea
- Eutelia viridinota
- Eutelia vittalba
- Eutelia vulgaris